# Княжа-Арена (Счастливое)
Стадион «Княжа Арена» (также «Арсенал-Арена») — футбольный стадион в Счастливом (Киевская область), временная домашняя арена молодёжной и юношеской команд донецкого «Шахтёра»; в прошлом — домашний стадион команд «Княжа» и «Арсенал-Киев».
Открытый 13 октября 2007 года как часть инфраструктуры учебно-воспитательного комплекса. Вмещает 1000 зрителей, места для которых оборудованы индивидуальными креслами.

## Общая информация
Стадион был открыт 13 октября 2007 года при поддержке ЗАО УСК «Княжа». Первым матчем на новом стадионе стала игра между ветеранами киевского «Динамо» и ветеранами футбольной команды села Счастливого. Рядом со стадионом должен был быть построен 9-этажный реабилитационно-оздоровительный комплекс и крытый манеж с искусственным покрытием. Манеж был открыт, просуществовал до марта 2015 года и был повреждён и разобран после обильного снегопада. А 9-этажный комплекс так и не был построен.
До 2009 года стадион был домашней ареной футбольного клуба «Княжа», который проводил здесь матчи чемпионата сначала второй, а затем и первой лиги. Весной 2013 года несколько поединков на «Княжа-Арене» сыграл белоцерковский «Арсенал». С 2014 года домашние матчи в Счастливом проводит «Арсенал-Киев», а с 2015 года хозяевами стадиона также стали молодёжные и юношеские составы донецкого «Шахтера».
В 2017—2018 года на матчах клуба «Арсенал-Киев» стадион могли называть «Арсенал-Арена», на матчах команд донецкого «Шахтёра» и дальше используется название «Княжа-Арена».